# Jan Macherski
Jan Macherski (ur. 1 kwietnia 1902 r. w Warszawie, zm. 27 listopada 1995 w Sosnowcu) – polski farmaceuta.

## Życiorys
Był synem maszynisty kolejowego Jana Macherskiego i nauczycielki Saturniny z domu Sodajtys. Ukończył w 1921 r. Liceum Ogólnokształcące im. Bolesława Prusa w Skierniewicach. Podjął studia na Uniwersytecie Warszawskim, na Wydziale Lekarskim, ale po dwóch latach przeniósł się na Wydział Farmaceutyczny. Dyplom magistra farmacji uzyskał w 1928 r. Pracę zawodową rozpoczął w aptece Jerzmanowskiego w Warszawie przy ulicy Miedzianej, a następnie pracował w aptece mgra Heinricha przy Placu Teatralnym. Następnie zatrudnił się w Składnicy Sanitarnej DOKP oraz pracował jako nauczyciel i kierownik apteki Kasy Chorych. W 1936 r. został kierownikiem apteki i Laboratorium Galenowego Ubezpieczalni Społecznej w Grodnie. Pobierał nauki w Oficerskiej Szkole Sanitarnej.
Po wybuchu II wojny światowej dołączył do oddziału Korpusu Ochrony Pogranicza, z którym został 12 września 1939 r. internowany na Łotwie. Po wkroczeniu do tego kraju wojsk radzieckich, w czerwcu 1940 r. został aresztowany i na przełomie sierpnia i września 1940 r. osadzony w obozie w Kozielsku II, a potem w Pawliszczew Borze. Następnie przeszedł gehennę pracy w tundrze i uwięzienia w kolejnych obozach, ostatecznie 13 lipca 1941 r. dotarł do Archangielska. W sierpniu 1941 r. wstąpił do organizującej się Armii Polskiej w ZSRR, z którą ewakuował się do Iranu. Powołany do apteki dywizyjnej i Polowej Składnicy Sanitarnej, przeszedł wraz z Drugim Korpusem cały szlak bojowy, w tym brał udział w walkach o Monte Casino.
Po zakończeniu wojny, 10 lutego 1947 r. wrócił do Polski, trafiając do obozu przejściowego we Wrzeszczu. Przeniósł się na Górny Śląsk i podjął pracę w aptece, równocześnie działając w Polskim Towarzystwie Farmaceutycznym w Katowicach. W sierpniu 1947 r. został powołany na inspektora farmaceutycznego. W 1948 r. Minister Zdrowia nominował go na stanowisko Prezesa Okręgowej Izby Aptekarskiej w Katowicach. Funkcję tę pełnił do likwidacji izb aptekarskich w 1951 r. Od 1949 r. był również członkiem Naczelnej Izby Aptekarskiej w Warszawie.
Po rozwiązaniu samorządu aptekarskiego został kierownikiem Laboratorium Galenowego w Sosnowcu, wykładowcą farmakologii i receptury w szkole felczerskiej, zastępcą dyrektora ds. aptek w Katowickim Zarządzie Aptek w Katowicach. Od 1 września 1965 r. piastował stanowisko inspektora farmaceutycznego Katowickiego Zarządu Aptek.
Otrzymał liczne odznaczenia: Medal Wojny, Srebrny Krzyż Zasługi z Mieczami, Krzyż Pamiątkowy Monte Cassino, Medal za udział w wojnie obronnej 1939 r., Krzyż Orderu Odrodzenia Polski, Złoty Krzyż Zasługi, Medal im. Ignacego Łukasiewicza.
Jest pochowany na cmentarzu przy ul. Smutnej w Sosnowcu.